# Toribio Ticona Porco
Toribio Ticona Porco (Atocha, 25 de abril de 1937) é um prelado boliviano da Igreja Católica. Foi Prelado da Prelazia Territorial de Corocoro de 1992 a 2012, depois de ter servido como bispo-auxiliar de Potosí de 1986 a 1992. Em maio de 2018, o Papa Francisco anunciou que faria dele cardeal em 29 de junho daquele ano.

## Biografia
Toribio Ticona Porco nasceu em Atocha, na Bolívia, em 25 de abril de 1937. Ele foi criado por sua mãe e nunca conheceu seu pai. Ele trabalhava como engraxate e vendia jornais, era assistente de pedreiro e mecânico de automóveis, além de trabalhar em uma cervejaria. Ele se tornou católico sob a influência de missionários belgas. Depois de trabalhar como mineiro para sustentar a mãe e o irmão mais novo, estudou filosofia e teologia no seminário em Sucre e foi ordenado padre em 29 de janeiro de 1967. Fez outros estudos no Instituto Pastoral do CELAM e no Centre Lumen Vitae em Bruxelas.
Como sacerdote em Chacarilla, uma cidade mineira de 2.000 habitantes, ele foi prefeito por 14 anos.
Em 5 de abril de 1986, o Papa João Paulo II o nomeou como bispo-auxiliar de Potosí, sendo consagrado como bispo-titular de Timici em 31 de maio de 1986, na Esplanada da Igreja da Inmaculada Concepción de Potosí, por Santos Abril y Castelló, núncio apostólico na Bolívia, assistido por Edmundo Luis Flavio Abastoflor Montero, bispo de Potosí e por Jesús Agustin López de Lama, bispo-prelado de Corocoro.
Em 4 de junho de 1992, João Paulo II o nomeou bispo-prelado da Prelazia Territorial de Corocoro.
O Papa Bento XVI aceitou sua renúncia em 29 de junho de 2012.
Em 20 de maio de 2018, o Papa Francisco anunciou que faria Ticona cardeal no consistório de 29 de junho. Ticona soube da nomeação surpresa ao visitar o túmulo de sua mãe perto de Quillacollo. Recebeu o barrete cardinalício e o título de cardeal-presbítero de Santos Joaquim e Ana em Tuscolano, de onde tomou posse em 13 de outubro do mesmo ano.